# De bon matin
Pour plus de détails, voir Fiche technique et Distribution.
De bon matin est un film franco-belge réalisé par Jean-Marc Moutout, sorti le 5 octobre 2011.

## Synopsis
Lundi matin, Paul Wertret (Jean-Pierre Darroussin) se rend à son travail, à la banque où il est chargé d’affaires. Il arrive, comme à son habitude, à huit heures précises. Il sort un pistolet, abat deux de ses supérieurs puis s’enferme dans son bureau. Pourquoi en est-il arrivé là?  Dans l’attente des forces de l’ordre, cet homme, jusque-là sans histoire, se remémore des pans de sa vie et les évènements qui l’ont conduit à commettre son acte. 

## Fiche technique
- Titre : De bon matin
- Réalisation : Jean-Marc Moutout
- Scénario : Jean-Marc Moutout, Olivier Gorce et Sophie Fillières
- Direction de la photographie : Pierric Gantelmi d'Ille
- Production : Margaret Ménégoz et Régine Vial
- Sociétés de production : Les Films du losange, en association avec la SOFICA Cinémage 5
- Société de distribution : Les Films du losange
- Pays de production :  France,  Belgique
- Langue originale : français
- Date de sortie :
  - France : 5 octobre 2011

## Distribution
- Jean-Pierre Darroussin : Paul
- Valérie Dréville : Françoise, la femme de Paul
- Xavier Beauvois : Alain Fisher, le patron
- Yannick Renier : Fabrice Van Listeich, le jeune talentueux
- Laurent Delbecque : Benoît, le fils de Paul et Françoise
- Aladin Reibel : Antoine, le collègue le plus proche de Paul
- François Chattot : Lancelin, le collègue accusé
- Nelly Antignac : Clarisse, la collègue licenciée
- Pierre Aussedat : Foucade, le grand patron
- Ralph Amoussou : Youssef, le jeune malien
- Frédéric Leidgens : le docteur Hogard, psychiatre du travail
- Richard Sammut : Roberto
- Marion Denys : Annette
- Eloïse Dogustan : Sonia, une petite amie de Benoît
- Jean-François Pages : Eric

## Bande originale
- Symphonie nº 7 de Ludwig van Beethoven.

## Accueil

### Box-office
Cumulé en semaines d'exploitation:
| Pays ou région | Box-office      | Date d'arrêt du box-office | Nombre de semaines |
| -------------- | --------------- | -------------------------- | ------------------ |
| France         | 147 011 entrées | 30 novembre 2011           | 8                  |

### Critiques
En France, le site Allociné propose une note moyenne de 3,5⁄5 à partir de l'interprétation de critiques provenant de 26 titres de presse.
Pour Vincent Avenel de Critikat la réflexion ouverte par le film nous est transmise, « Le personnage lui-même s’interroge dans les premières images : comment en est-il arrivé là ? Et de ne pas vraiment savoir « comment tout ça a commencé ». Est-ce parce que l’actualité de la France est celle d’une économie incertaine, à la dérive, que le film de Jean-Marc Moutout sonne comme une métaphore de cette situation ? ».
« Loin du récit à thèse opportuniste, du pamphlet à la hargne vengeresse, De bon matin souligne la complexité de l’homme, et tout ce qu’il y a de grandiose, de terrifiant et de dérisoire à se soulever contre l’inflexible ».